# Therese Stutzer
Therese Stutzer, nascida Schott (nascida em 15 de maio de 1841 em Ilsenburg (Harz); falecida em 19 de janeiro de 1916 em Heidelberg ou Bonn) foi uma escritora alemã que viveu muitos anos no Brasil.

## Vida
Therese Schott nasceu em Ilsenburg em 1841 como a filha mais velha do inspetor de fundição sênior Eduard Schott, cujo meio-irmão foi o escultor Walter Schott. Ela frequentou umaescola secundária para meninas em Hanover até os 16 anos.
Em 1864, com 18 anos, casou-se com o pastor protestante Gustav Stutzer, com quem teve seis filhas. Ela acompanhou o marido como parceira em seus diversos empreendimentos. Depois de ele co-fundar um asilo para doentes mentais na cidade de  Erkerode (hoje Fundação Evangélica Neuerkerode ) em 1868, ela trabalhou nesta instituição até 1879. A atual escola técnica de educação curativa Heilerziehungspflege Theresenschule, recebeu o seu nome. Seu marido desistiu de seu cargo em Neuerkerode em 1880 por razões financeiras e comprou várias casas em Goslar . Lá ele fundou um internato para doentes mentais e epiléticos de para as classes superiores, que foi chamado Theresienhof e continua a existir hoje (a partir de 2023) como centro de cuidados para idosos Theresienhof Goslar. Depois que uma paciente cometeu suicídio em 1885, seu marido arrendou a pensão.
A família emigrou para Blumenau, mas retornou para a Alemanha em 1887. Após a falência do Theresienhof em 1891, a família voltou ao Brasil, onde morou em Ribeirão Pires, voltando para a Europa em 1909 por motivos de saúde.
De 1909 a 1914 o casal viveu principalmente na Inglaterra com os filhos, mas também na Suíça, Bélgica e Itália. Em 1914, o casal Stutzer retornou à Alemanha e viveu com os filhos em Herchen (perto de Bonn), Heidelberg e Bremen. A partir de 1915 eles viveram em uma pousada em Bonn.
Therese Stutzer faleceu em janeiro de 1916, aos 74 anos. Ela foi enterrada em sua cidade natal, Ilsenburg, e lá repousa ao lado de seu marido. Após a morte de sua esposa, Gustav Stutzer escreveu o livro Meine Therese em 1917, da vida agitada de uma mulher alemã. Ele faleceu em 1921.
Therese Stutzer foi uma escritora ativa e publicou seus primeiros esboços literários no Braunschweigisches Volksblatt, criado por seu marido em 1867. Suas novelas, que descrevem a vida dos colonos alemães no Brasil a partir da experiência dos próprios Stutzer, tornaram-se conhecidas. Suas obras alcançaram diversas edições.

## Livros publicados (seleção)
- Fotos da vida da tia Charlotte, 1873.
- Elizabeth Baum, novela, 1874.
- Ein Jahr in der Heide, Livraria de teologia protestante, Braunschweig, 1877.
- A vida alemã à beira da selva brasileira, novelas, FA Perthes, Gotha, 1889.